# Liste bekannter Roma
Diese Liste enthält Persönlichkeiten, die sich selbst als Roma betrachten bzw. als solche betrachtet werden.

## Politik
- Romeo Franz (* 1966) in Kaiserslautern, Direktkandidat Bündnis 90/Die Grünen, Vorstand der Hildegard Lagrenne Stiftung
- Rudko Kawczynski (* 1954 in Krakau), Präsident des European Roma and Traveller Forums in Straßburg
- Mario Mettbach (* 1952 in Hamburg), deutscher Politiker, ehemaliger Senator für Bau- und Verkehrswesen der Stadt Hamburg.
- Romani Rose (* 1946 in Heidelberg), deutscher Bürgerrechtsaktivist und Vorsitzender des Zentralrats Deutscher Sinti und Roma
- Otto Rosenberg (* 1927 in Draugupönen, Kreis Pillkallen (Ostpreußen, heute Oblast Kaliningrad); † 2001 in Berlin), Überlebender des Porajmos in den Konzentrationslagern Auschwitz, Buchenwald, Dora-Mittelbau und Bergen-Belsen, langjähriger Vorsitzender des Landesverbandes Deutscher Sinti und Roma in Berlin-Brandenburg, Vorstandsmitglied im Zentralrat Deutscher Sinti und Roma, Autor der Autobiografie Das Brennglas.
- Rudolf Sarközi (* 1944 im Anhaltelager Lackenbach), Obmann des Kulturvereins österreichischer Roma, Vorsitzender des Volksgruppenbeirates der Roma, österreichischer Überlebender des Porajmos
- Ewald Hanstein (* 1924 in Oels (Schlesien); † 2004 in Bremen), Überlebender des Porajmos in den Konzentrationslagern Auschwitz-Birkenau, Buchenwald, Dora-Mittelbau und eines Todesmarsches, langjähriger Vorsitzender des Bremer Sinti-Vereins im Zentralrat Deutscher Sinti und Roma, Vorstandsmitglied im Zentralrat Deutscher Sinti und Roma und Mitglied im Häftlingsbeirat der KZ-Gedenkstätte Mittelbau-Dora.

## Musik
- Wawau Adler (* 1967 in Karlsruhe Deutschland) Jazzgitarrist
- Elek Bacsik (* 1926 in Budapest; † 1993 in Glen Ellyn, Illinois bei Chicago, USA), Jazzmusiker
- Šaban Bajramović (* 1936 in Niš; † 2008 ebenda), serbischer Sänger
- Věra Bílá, (* 1954 in Rokycany; † 2019 in Pilsen), tschechische Sängerin
- Ljiljana Buttler (eigentlich: Ljiljana Petrović; * 1944 in Belgrad; † 2010 in Düsseldorf), jugoslawische bzw. bosnische Sängerin
- Camarón de la Isla (* 1950 in San Fernando, Provinz Cádiz; † 1992 in Badalona, Provinz Barcelona), spanischer Flamencosänger
- Diego el Cigala (eigentlich: Diego Ramón Jiménez Salazar; * 1968 in Madrid), spanischer Flamenco-Sänger
- Joaquín Cortés (* 1969 in Córdoba), spanischer Flamenco-Tänzer
- György Cziffra (* 1921 in Budapest; † 1994 in Senlis (Oise)), ungarisch-französischer klassischer Pianist, überragender Liszt-Interpret
- Angelo Debarre (* 1962 in Saint-Denis), französischer Jazzgitarrist
- Farruquito (* 1982 in Sevilla), spanischer Flamenco-Tänzer
- Hojok Merstein (* 1923 in Karlsruhe), deutscher Sinti-Jazz-Bassist, bei Häns’che Weiss
- Menowin Fröhlich (* 1987 in München), deutscher Popsänger
- Adrian Coriolan Gaspar (* 1987 in Moldova-Nouă, Rumänien), rumänisch-österreichischer Jazz-Pianist und Komponist
- Sarah Kreuz (* 1989 in Bergheim), deutsche Sängerin, die im Mai 2009 als Zweitplatzierte aus der sechsten Staffel der Castingshow Deutschland sucht den Superstar hervorging
- Jelena Krstic (* 1981 in Kovin), serbische Sängerin (Jazz, Roma-Musik)
- Biréli Lagrène (* 1966 in Soufflenheim), elsässischer Gitarrist, Komponist und Jazzmusiker
- Tony Lakatos (* 1958 in Budapest), ungarischer Jazz-Saxophonist, dessen Vater und dessen Bruder Roby als Violinisten bekannt sind
- Manitas de Plata (* 1921 in Sète, Frankreich; † 2014 in Montpellier), französisch-spanischer Gitarrist
- Daweli Reinhardt (* 1932 in Wiesbaden; † 2016 in Koblenz), deutscher Sinto-Jazz-Gitarrist, Mitgründer des Schnuckenack Reinhardt Quartett, Gründer des Mike Reinhardt Sixtett
- Django Reinhardt (* 1910 in Liberchies, Belgien; † 1953 in Samois-sur-Seine bei Paris), belgischer Jazz-Musiker

- Schnuckenack Reinhardt (* 1921 in Weinsheim; † 2006 in Heidelberg), deutscher Sinti-Jazz-Violinist
- Randolph Rose (* 1954 in Bamberg), deutscher Schlagersänger
- Marianne Rosenberg (* 1955 in Berlin-Lankwitz), deutsche Schlagersängerin
- Stochelo Rosenberg (* 1968 in Helmond), niederländischer Jazz-Gitarrist, Vertreter der als Gypsy Jazz bezeichneten Stilrichtung
- Dorado Schmitt (* 1957 in Saint-Avold) französischer Gitarrist, Geiger und Sänger
- Tchavolo Schmitt (* 1954 in Paris), französischer Gitarrist und Schauspieler
- Sido (bürgerlich Paul Hartmut Würdig; * 1980 in Berlin), deutscher Rapper, Schauspieler und Musikproduzent
- Ferenc Snétberger (* 1957 in Salgótarján), ungarischer Jazz-Gitarrist in Berlin
- Harri Stojka (* 1957 in Wien), österreichischer Jazzgitarrist
- Mihaela Ursuleasa (* 1978 in Brașov; † 2. August 2012 in Wien), rumänische klassische Pianistin
- Häns’che Weiss (* 1951 in Berlin; † 2016), deutscher Jazz-Gitarrist in der Tradition Django Reinhardts, der aus der Band von Schnuckenack Reinhardt hervorgegangen ist
- Lulu Weiss (* 1959 in Illingen an der Saar), deutscher Gitarrist, gilt als wichtiger Vertreter der als Gypsy Jazz bezeichneten Stilrichtung
- Holzmanno Winterstein (* 1952 in Molsheim/Elsass), deutscher Gitarrist, zunächst bei Schnuckenack Reinhardt, dann bei Häns’che Weiss
- Titi Winterstein (* 1956; † 2008 in Offenburg), deutscher Violinist, bei Häns’che Weiss, bevor er ein eigenes Ensemble gründete
- Ziroli Winterstein (* 1954 in Singen (Hohentwiel); † 30. Juli 2007 in Hanau), deutscher Jazzgitarrist
- Ron Wood (* 1947 in Hillingdon, London) englischer Rock-Gitarrist bei Jeff Beck Group, The Faces, Rolling Stones

## Film
- Yul Brynner (* 11. Juli 1920 in Wladiwostok, RSFSR; † 1985 in New York City).
- Melanie Spitta, (* 1946 in Hasselt, Belgien; † 2005 in Frankfurt am Main), deutsche Filmautorin
- Pola Negri (* 1897 in Lipno, Russisches Kaiserreich; † 1987 in San Antonio, USA), polnische Schauspielerin und großer Star des Stummfilms. Der Vater war ein ungarischer Rom, die Mutter kam aus der polnischen Mehrheitsbevölkerung.
- Manoush (* 1971 in Frankreich) Schauspielerin

## Sport
Boxen:
- Jakob Bamberger (* 1913; † 1989), deutsche Olympiaauswahl 1936
- Silvio Branco (* 26. August 1966 in Civitavecchia, Italien), zweimal WBA-Weltmeister im Halbschwergewicht
- Boris Georgiew (* 5. Dezember 1982 in Sofia, Bulgarien), mehrfacher bulgarischer Meister, Olympiateilnehmer
- Kirkor Kirkorow (* 4. März 1968 in Warna, Bulgarien), Amateurboxer mehrfacher bulgarischer Meister
- Dawid Kostecki (* 27. Juni 1981 in Rzeszów, Polen; † 2. August 2019), IBC-Weltmeister
- Iwajlo Marinow (geboren als Ismail Mustafow (bulgarisch Ивайло Маринов); * 12. Juli 1960 in Warna), Olympiasieger
- Faustino Reyes (* 4. April 1975 in Marchena, Spanien), Zweiter bei Olympia
- Dorel Simion (* 13. Februar 1977 in Bukarest, Rumänien), Olympiateilnehmer
- Marian Simion (* 14. September 1975 in Bukarest, Rumänien), Zweiter bei Olympia
- Domenico Spada (15. September 1980 in Rom), Internationaler Meistertitel der WBC
- Serafim Todorow (* 6. September 1969 in Peshtera, Bulgarien), Zweiter bei Olympia
- Johann Wilhelm Trollmann (* 1907 in Wilsche bei Gifhorn; † 1944 im Außenlager Wittenberge des KZ Neuengamme), Profiboxer

Fußball:
- Freddy Eastwood (29. Oktober 1983 in Basildon)
- André-Pierre Gignac (* 5. Dezember 1985 in Martigues)
- Walter Laubinger (* 9. November 1967 in Hamburg)
- Jesús Navas (* 21. November 1985 in Sevilla)
- Ricardo Quaresma (* 26. September 1983 in Lissabon)

## Wissenschaftler
- Ian Hancock (Romani: Yanko le Redžosko; * 1942 in London), britischer Wissenschaftler, Sprachforscher und Menschenrechtler
- Petra Rosenberg (* 1952 in Berlin), deutsche Funktionärin der Sinti und Roma